# Manchukuo

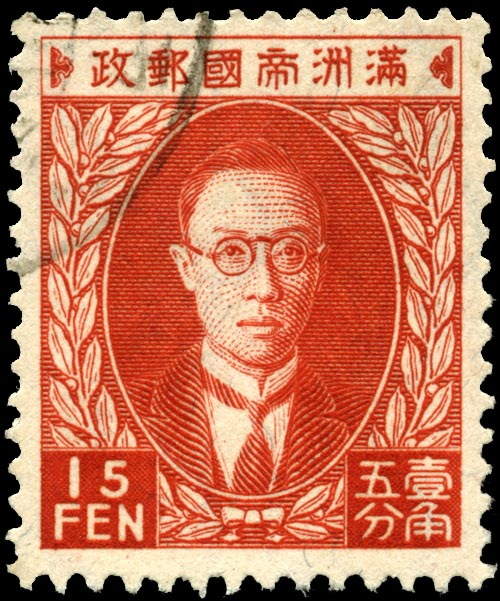
Manchuriskt frimärke med kejsare Puyis porträtt.

Manchukuo var från 1932 till 1945 en japansk lydstat i Manchuriet och norra delarna av Inre Mongoliet. Den täckte en yta på 1 133 437 kvadratkilometer, och hade en befolkning (1937) om knappt 37 miljoner invånare.

## Utsträckning
Manchukuo omfattade i stort sett dagens provinser Liaoning, Jilin, Heilongjiang samt prefekturerna Chengde i Hebei samt Chifeng, Hulunbuir, Hinggan och Tongliao i Inre Mongoliet.
Politiskt delades Manchukuo in två olika jurisdiktioner: den större delen av Manchuriet lydde under Manchukuos regering, medan det arrenderade området Kwantung och den Sydmanchuriska järnvägen stod under direkt japansk kontroll.

## Historia
Landet skapades av Japan sedan japanska styrkor invaderat Manchuriet i samband med Mukdenincidenten 1931. Majoriteten av landets invånare var hankineser, men den verkliga makten låg i händerna på de japanska vice-ministrarna. Republiken Kina och flertalet andra stater (dock förutom bland andra Japan, Sovjetunionen, Vatikanstaten, Finland och Danmark) erkände inte formellt Manchukuo utan såg den som en japansk marionettstat på kinesiskt territorium.
I februari 1932 ledde Lord Lytton på uppdrag av Nationernas förbund en kommission för att undersöka förhållandena i den japanska lydstaten Manchukuo. I sin rapport till NF rekommenderade Lytton-kommissionen att Japan skulle återlämna Manchuriet till Kina, vilket ledde till att Japan utträdde ur NF den 24 februari 1933.
Formellt leddes landet av den tidigare Qingkejsaren Puyi, som utnämndes till riksföreståndare 1932 och kröntes till "Kangde-kejsaren" den 1 mars 1934. Huvudstad var Xinjing (nya huvudstaden) som hade hetat Changchun under kinesiskt styre.
I slutet av andra världskriget erövrades Manchukuo av Sovjetunionen hösten 1945 (Operation augustistorm) och kejsaren tillfångatogs av sovjetiska trupper, för att fem år senare överlämnas till Kina.